# Klør Dame
Klør Dame er en dansk stumfilm fra 1918 med ukendt instruktør.

## Handling
Opfinderens modige datter og hendes veninde, den kvindelige detektiv, kæmper mod forbryderorganisationen "De sorte ravne".

## Medvirkende
- Henry Knudsen - Mac Allan alias Ferdnand Garcia
- Aage Brandt - Luigi Servero, en italiener
- Elvira Christensen - Manolita Sarranez, "Klør Dame"
- Peter Darnell - Omar el Djed, en orientaler
- Vilhelm Thomsen - Lucius Lindner
- Gudrun Knudsen - Sonja, Lindners datter
- Vera Esbøll - Bessie Fairbanks
- Herman Florentz - Chefen for opdagelsespolitiet
- Carl Hintz - Inspektør Waller
- Alfred Kjøge - "Røde Patrick"
- Carl H. Christensen - "Harmonika-William", kaldet "Myggen"
- Känitz Simonsen - Dich Dowlan
- Hr. Klenz - James Highes
- Kaj Lauritzen - Martimer